# Des’ree
Des’ree, właściwie Desirée Annette Weeks (ur. 30 listopada 1968 w Londynie) – brytyjska wokalistka popowo-soulowa pochodzenia barbadoskiego.

## Życiorys
Jej rodzice przenieśli się z Barbadosu we wczesnych latach 60. Jako 14-latka zdecydowała poświęcić swoje życie karierze muzycznej. Dzięki dużemu zbiorowi płyt rodziców, wcześnie poznała takie muzyczne style jak jazz, reggae, calypso i gospel.
Jako autorka zaczynała od pisania wierszy i dopasowywania do nich melodii. Pierwszy album Mind Adventures nagrała w 1992. Potem były kolejne płyty: I Ain't Movin' (1994), Supernatural (1998) oraz Dream Soldier (2003).
Popularność zyskała w latach 90., dzięki przebojom: „You Gotta Be”, „Life” oraz „I'm Kissing You” z filmu Romeo i Julia. Wkrótce po wydaniu albumu Dream Soldier w 2003 roku Des’ree zrobiła przerwę w karierze muzycznej i nie wydała żadnego nowego nagrania aż do 2019 roku, kiedy ukazał się jej album A Love Story, wydany nakładem wytwórni Stargazer Records.
Jest wegetarianką. W 2007 pozwała Beyoncé do sądu za nagranie coveru „I'm Kissing You” bez jej zgody.

## Dyskografia

### Albumy
- Mind Adventures (1992)
- I Ain't Movin' (1994)
- Supernatural (1998)
- Endangered Species (The Best of Des’ree) (2000)
- Dream Soldier (2003)
- A Love Story (2019)

### Single
- 1992 – Feel So High
- 1992 – Mind Adventures
- 1992 – Why Should I Love You
- 1993 – Delicate (gościnnie Sananda Maitreya)
- 1994 – You Gotta Be
- 1994 – I Ain't Movin
- 1994 – Little Child
- 1997 – I'm Kissing You
- 1998 – Fire (gościnnie Babyface)
- 1998 – Life
- 1998 – What's Your Sign?
- 1998 – Best days
- 1998 – God only knows
- 2003 – It's Okay
- 2003 – Why?